# السنوسي الأطيوش
اللواء السنوسي الأطيوش هو أحد مؤسسي الجيش السنوسي الذي تحالف مع البريطانيين لطرد الغزاة الإيطاليين من ليبيا.

## بداياته
السنوسي هو ابن سعيد الأطيوش ومريم مصباح القرقعي، هاجر مع عائلته بعمر العشر سنوات من أجدابيا إلى الحدود المصرية، حيث توفيت والدته وبعض أخوته نتيجة العطش. تعلم وتدرب على القتال من عمه صالح الاطيوش الذي حضر معركة القرضابية عام 1915.

## مسيرته الحربية
شارك السنوسي الى جانب الحلفاء ضد إيطاليا في الحرب العالمية الثانية منذ 20 أكتوبر 1939، فشارك في تأسيس الجيش السنوسي يوم 9 أغسطس 1940 بمبادرة من محمد إدريس السنوسي.
دخل ميادين القتال برتبة ملازم ثاني في طبرق ودرنة وشحات وبنغازي منذ عام 1941. وبعد انتصار الحلفاء في شمال افريقيا حُلت الجيش السنوسي وتحول إلى قوات دفاع برقة التي انحلت مع قيام الجيش الليبي عام 1952.
بعد ذلك، عمل في وزارة الدفاع وأرسل للدراسة في ألمانيا الغربية على حساب الجيش البريطاني. بعد عودته إلى ليبيا، عمل كمدرب للقوات الليبية في مدينة الزاوية وأسس الكلية العسكرية فِي مدينة بنغازي، وأسهم في تأسيس السلاح الجوي وإيفاد العديد من الليبين للدراسة في اليونان ومصر والعراق وتركيا والولايات المتَّحدة وبريطانيا وباكستان.
عُين بعدها كقائم بأعمال رئيس للأركان في 1956 حتى 1957 ثم رئيس الأركان من 1958 حتى 1961، حيث أُقيل بعد اكتشاف محاولة انقلابية من مدينة المرج، لم تكن للسنوسي أي علاقة بها. بعدها أصبح وزير للمواصلات عام 1965، وتدرج في الرتب العسكرية ليصبح لواء ثم أصبح عضو في البرلمان قبل انقلاب 1969 في ليبيا. وبعدها توفي السنوسي في اليونان في 30 يناير 1981.

## حياته الشخصية
تزوج السنوسي من زكية علي باشا العبيدي، ولديه سعيد وسليمان، وسامية التي تزوجت من محمد أبو بكر المقريف الذي قتله معمر القذافي فيما بعد في 21 أغسطس 1972. كما أن ابنه سعيد وُجِد مقتولاً في كامبردج، بريطانيا في 11 مايو 1981، الذي اتهم فيه أيضاً نظام القذافي بقتله.

## الأوسمة
- ميدالية التحرير من الملك محمد إدريس السنوسي.
- ميدالية الجيش الثامن البريطاني.
- وسام الاستحقاق عام 1964، لخدامته لصالح الجيش الأمريكي بين 1958 و1961.[2]